# Phaea semirufa
Phaea semirufa är en skalbaggsart som beskrevs av Bates 1872. Phaea semirufa ingår i släktet Phaea och familjen långhorningar.
Artens utbredningsområde är:
- Guatemala.
- Honduras.

Inga underarter finns listade i Catalogue of Life.